# Hotel Astoria (San Pietroburgo)
L'hotel Astoria (in russo гостиница «Астория»?, gostinica «Аstorija»)  è un hotel a cinque stelle in Art Déco di San Pietroburgo. Si trova nella piazza di Sant'Isacco e a fianco della cattedrale di Sant'Isacco. Il poeta Sergej Esenin si uccise in questo hotel. Venne aperto nel 1912 e venne sottoposto ad una completa ristrutturazione nel 2002. 
L'Astoria, appartenente al gruppo Rocco Forte Hotels, ha 223 stanze, comprese 29 suite.